# Didier Lacroix
Pour les articles homonymes, voir Lacroix.

a Compétitions nationales et continentales officielles uniquement.

Didier Lacroix, né le 9 février 1970 à Toulouse, est un joueur et dirigeant français de rugby à XV. Il évolue au poste de troisième ligne aile au Stade toulousain et participe à l'hégémonie de ce club sur le rugby français dans les années 1990.
Il est ensuite devenu homme d'affaires, PDG de À La Une depuis 1993 et est le président du Stade toulousain depuis le 1er juillet 2017. Il est également vice-président de la Ligue nationale de rugby depuis le 8 avril 2021.

## Biographie

### Jeunesse
À l’âge de six ans, les recruteurs du Stade toulousain lui ferment les portes du club de ses rêves, jugeant sa taille insuffisante. Il vit cet échec d’autant plus douloureusement que son frère aîné, lui, intègre le club. Il décide alors de jouer au football, notamment à Castelmaurou.
Il reste néanmoins passionné par le rugby. Jean, son père, est un des dirigeants du Stade toulousain. Et Michel, son frère, un des joueurs, dont Didier suit les rencontres tous les week-ends. Alors qu'il est alors sur le point d’intégrer les cadets nationaux dirigés par Élie Baup, en 1983, il choisit de revenir vers le rugby et de retenter sa chance au Stade toulousain, et parvient cette fois à y entrer.

### Carrière de joueur
Il s’impose en seulement quelques mois comme un joueur clé de son équipe, au point d’en devenir le capitaine. Ce statut ne le quittera plus dans les équipes de jeunes.
Il est décrit par ces coéquipiers et adversaires comme un joueur atypique, un vrai guerrier qui donnait son corps, avec un mental à toute épreuve.

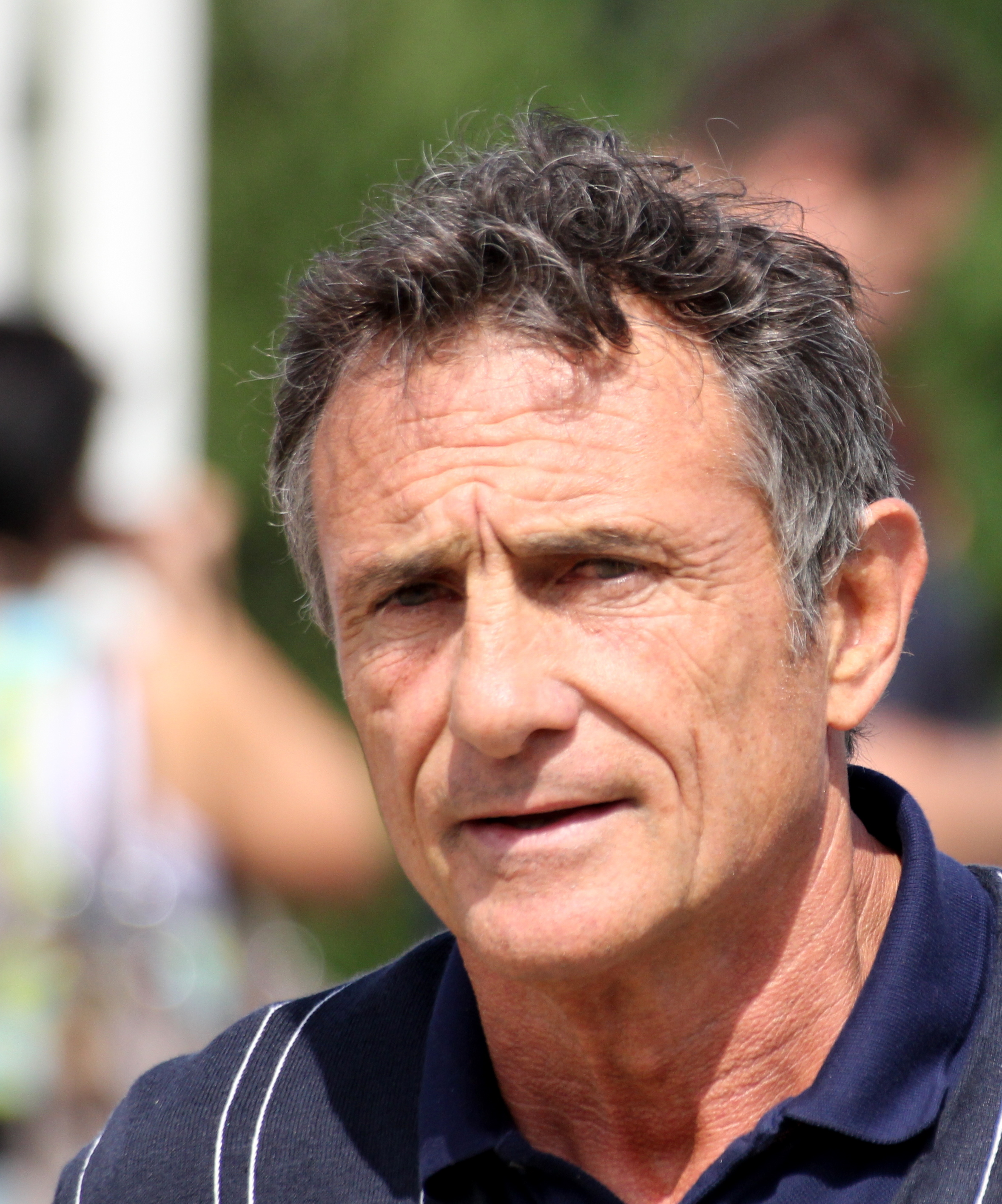
Guy Novès, ici en 2011, est l'entraîneur de Didier Lacroix au Stade toulousain de 1993 à 2002.

Il fait sa première apparition dans l'équipe première du Stade, en challenge Béguère contre Perpignan en 1989-1990. Lors de la saison 1993-1994, il participe à tous les matchs de la saison mais il commence la finale contre Montferrand sur le banc. Les Toulousains s'imposent 22 à 16, et il gagne ainsi son premier bouclier de Brennus.
La saison suivante, c'est bel et bien en titulaire qu'il foule la pelouse du Parc des Princes, associé en troisième ligne à Régis Sonnes et Albert Cigagna, pour une finale d’une rare intensité remportée haut la main face au Castres olympique 31 à 16.
Le 7 janvier 1996, il joue avec le Stade la première finale de l'histoire de la Coupe d'Europe à l'Arms Park de Cardiff face au Cardiff RFC, les Toulousains s'imposent 21 à 18 après prolongation et deviennent ainsi les premiers champions d'Europe. Il revient en 1996 au Parc des Princes, pour disputer la finale du championnat face au CA Brive, associé cette fois-ci à Sylvain Dispagne et Hervé Manent. Les Toulousains remportent un troisième bouclier consécutif en s'imposant 20 à 13.
De nouveau titulaire en finale de championnat en 1997, au côté de Sylvain Dispagne et Régis Sonnes, le Stade s'impose 12 à 6 face au CS Bourgoin-Jallieu et est de nouveau Champion de France. Le club n'atteint pas la finale la saison suivante mais y revient en 1999, désormais au Stade de France pour jouer contre l'AS Montferrand. Didier Lacroix est de nouveau titulaire en troisième ligne avec Sylvain Dispagne et Christian Labit. Le Stade s'impose 15 à 11 face aux Auvergnats. Deux saisons plus tard, ils reviennent au Stade de France, pour jouer la finale de nouveau face à l'AS Montferrand, il commence le match sur le banc des remplaçants. Les Toulousains s'imposent une nouvelle fois 34 à 22.
À l'issue de la saison 2001-2002, alors qu'il souhaite jouer une saison de plus, le Stade toulousain refuse de prolonger son contrat. Il décide alors de mettre un terme à sa carrière de joueur. Durant sa carrière, il ne sera jamais sélectionné en équipe de France.
En 2002, il souhaite intégrer le staff de Guy Novès pour entraîner l'équipe première mais il devient finalement entraîneur de l'équipe espoirs du Stade toulousain, au côté de ses anciens coéquipiers Émile Ntamack puis Michel Marfaing. Il reste à ce poste jusqu'en 2008.

### Homme d'affaires et dirigeant de rugby à XV

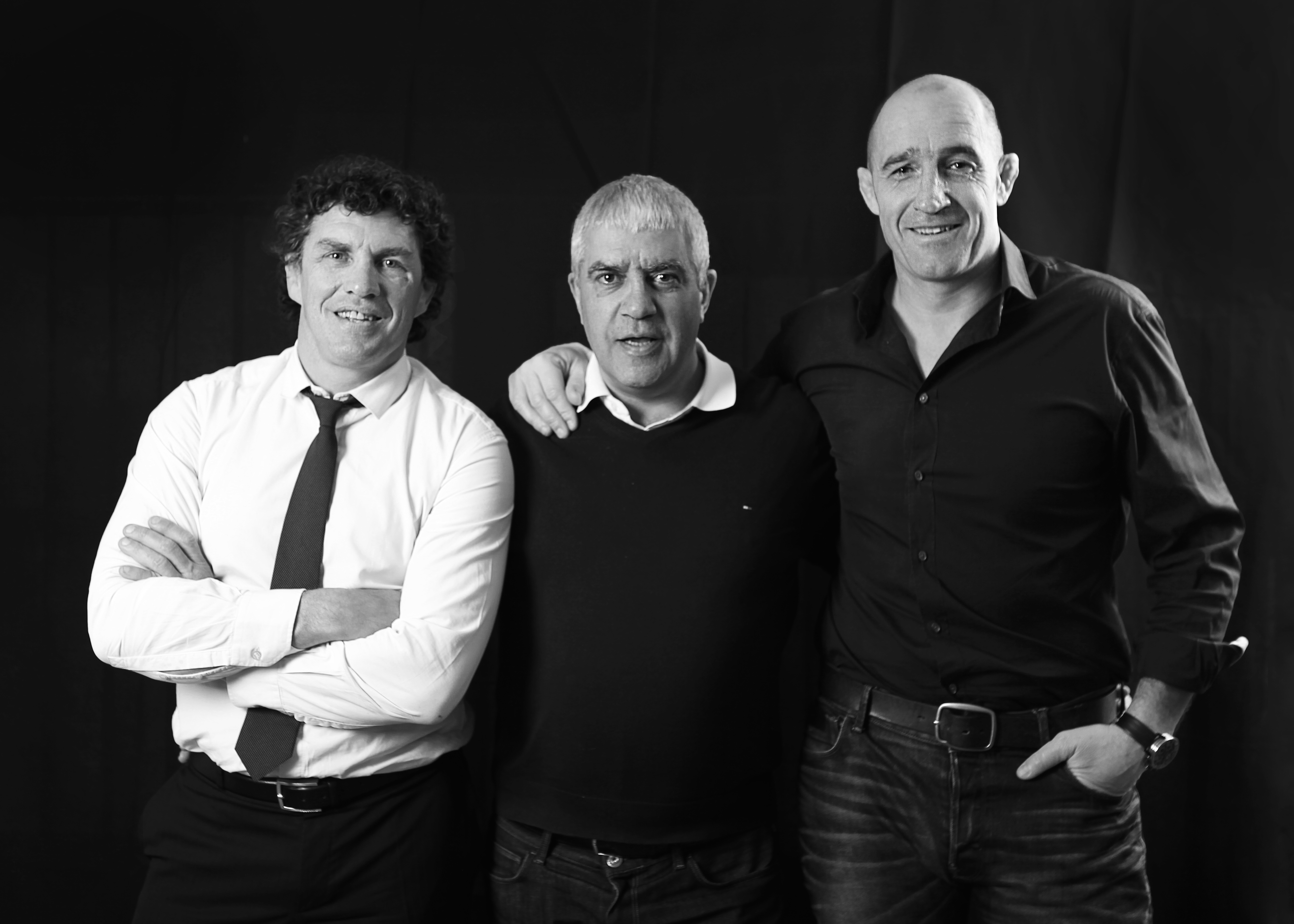
Didier Lacroix, Jean-Louis Cazes et Franck Belot

Il décide, à vingt-et-un ans, de se lancer dans le monde des affaires. Le stage qu’il effectue chez Matra pour valider son diplôme d'école de commerce confirme ce qu'il pressentait : il a, comme son père, le sens du commerce.
Encore étudiant à l'ESC Toulouse, il fait la connaissance de Bernard Galy et Jean-Louis Cazes, des passionnés de rugby, avec lesquels il décide de monter une entreprise de marquage publicitaire, À vos Marques. Un essai transformé quelques années plus tard, avec la création de sa société de communication évènementielle À la Une. À partir de 1994, À la Une Régie, qu'il dirige avec son ancien coéquipier Franck Belot, est la régie commerciale exclusive du Stade toulousain, responsable de rechercher des partenaires. Il quitte la société lorsqu'il devient président du club en 2017.
Passionné de corrida, il réintroduit l'art taurin à Toulouse en organisant la feria de Fenouillet de 2003 à 2007, arrêtée par une « controverse politique »,.
Il devient aussi conseiller municipal de son village, Rouffiac-Tolosan, en 2008, puis réélu en 2014 et en 2020.

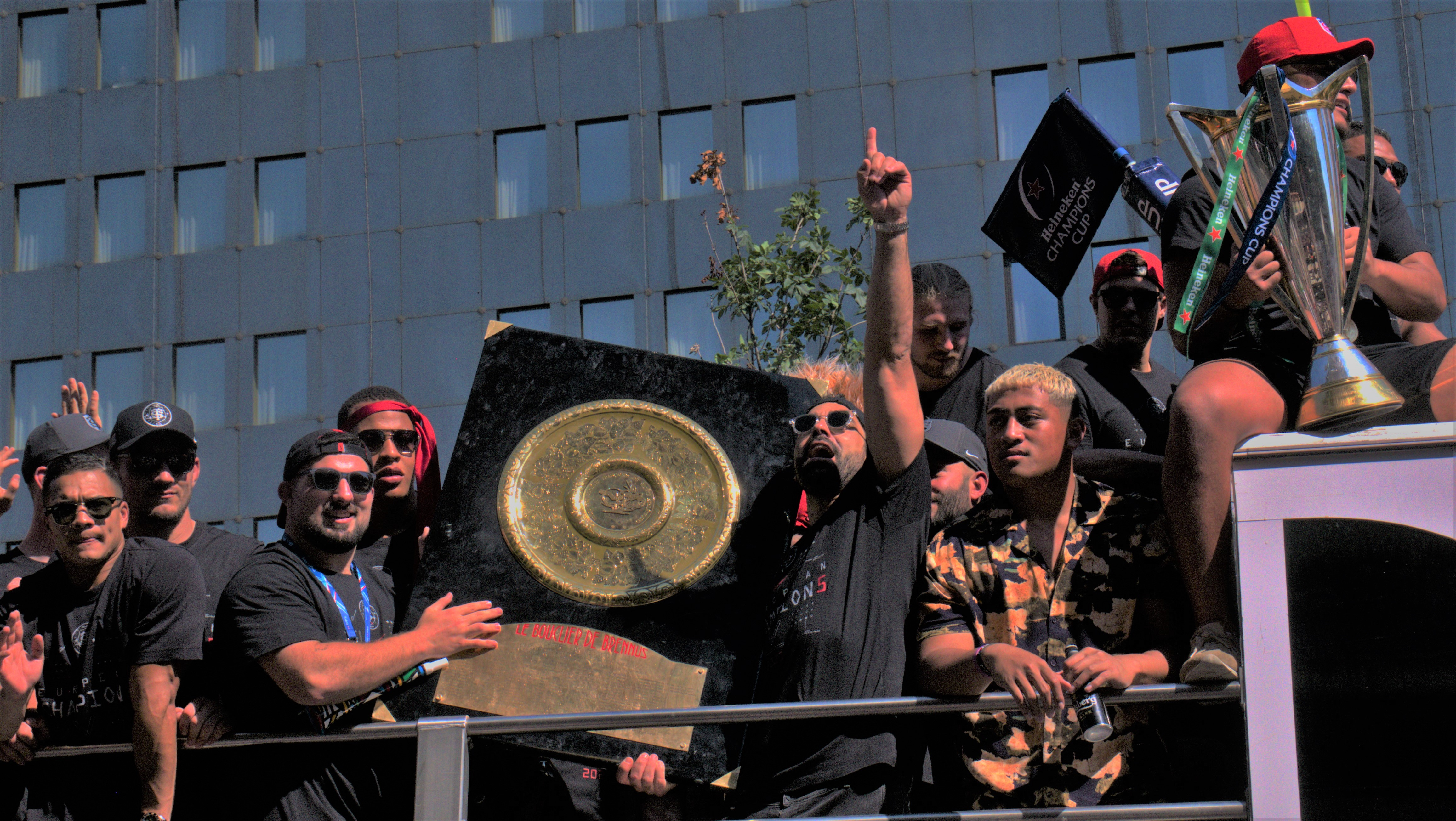
En 2021, le Stade toulousain remporte le Bouclier de Brennus et la Coupe d'Europe.

Le 30 mai 2017, il est élu président du directoire du Stade toulousain, à partir du 1er juillet 2017, en remplacement de René Bouscatel. Il est accompagné au sein du directoire par Philippe Jougla, déjà présent au côté de Bouscatel, et de Thomas Castaignède, joueur international français passé au club de 1994 à 1997. Infront Sports & Media devient alors la régie commerciale du Stade toulousain pour dix ans, succédant à sa société À la Une. Infront apporte aussi une contribution de 3,5 millions d'euros immédiatement pour reconstituer les fonds propres du club. 

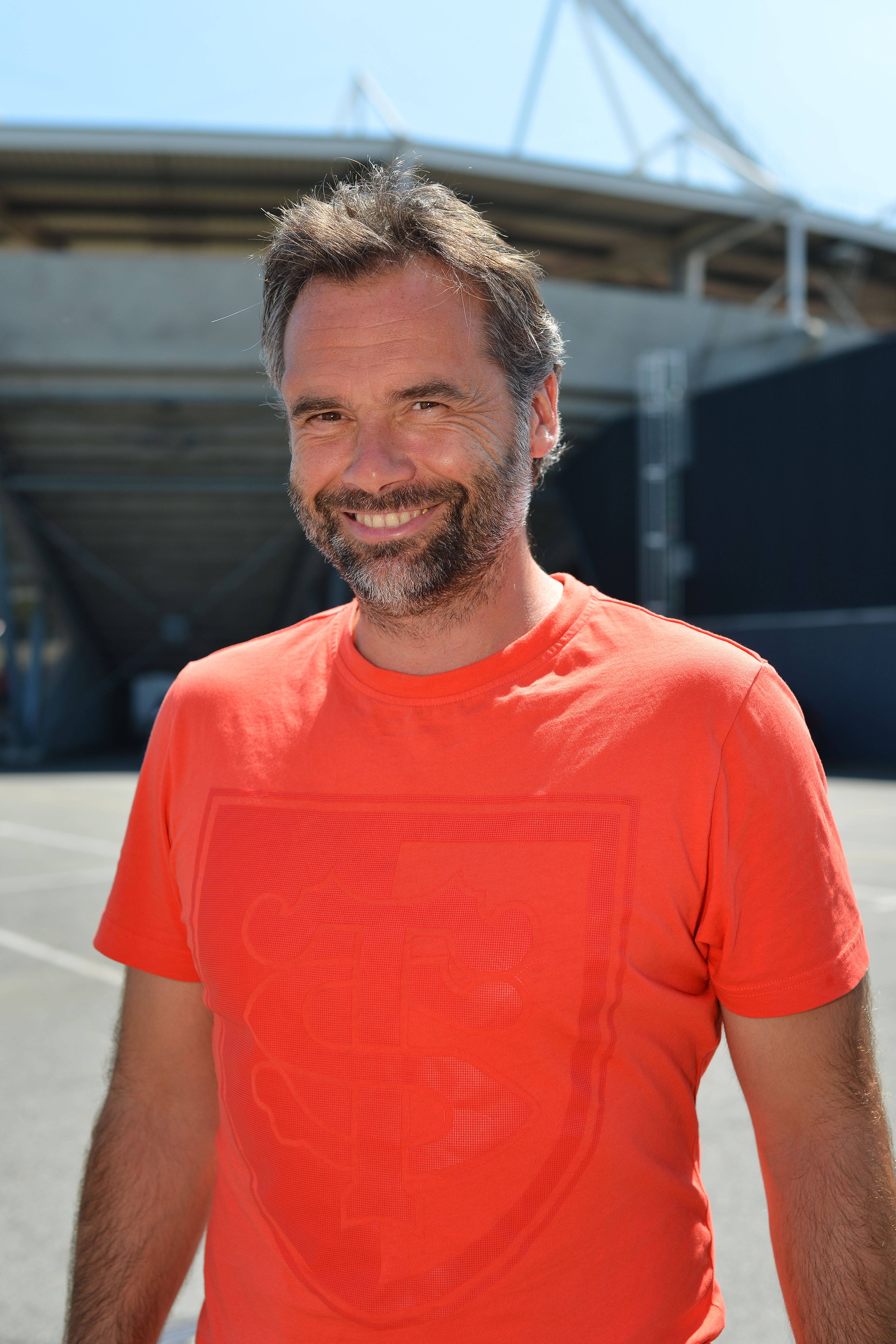
Ugo Mola est l'entraîneur du Stade toulousain sous la présidence de Didier Lacroix.

Sous sa direction, le Stade toulousain remporte le bouclier de Brennus en 2019, 2021 , 2023 et 2024 et la Coupe d'Europe de rugby à XV en 2021 et la Champions Cup en 2024. Le club est alors le plus titré de l’histoire de la coupe d’Europe et conforte sa domination sur le Top 14.
Dans le cadre de la convention entre la Fédération française de rugby et la Ligue nationale de rugby pour la période 2018-2023, il intègre un comité de pilotage des équipes de France chargé d'améliorer les relations entre les clubs et les sélections. Ce comité est également composé d'Éric de Cromières (président de l'ASM Clermont Auvergne), Alain Gaillard (président de TECH XV) et Emmanuel Eschalier (directeur général de la LNR).
De 2018 à 2021, il est membre du bureau de l'Union des clubs professionnels de rugby, syndicat regroupant les clubs professionnels de Top 14 et de Pro D2. Le 10 juillet 2020, il intègre le comité directeur de la Ligue nationale de rugby en qualité de représentant des clubs de Top 14,. Il est réélu à ce poste le 23 mars 2021 lors du renouvellement complet du comité directeur. Il est alors nommé vice-président, chargé des relations avec la Fédération française de rugby, et membre du comité directeur de la FFR pour y représenter la ligue,. Le 19 octobre 2024, il intègre le comité d'orientation politique, nouvel organe de direction de la FFR, en tant que représentant de la LNR. Il est réélu au sein du comité directeur de la LNR le 13 mars 2025 et conserve son poste de vice-président chargé des relations avec la FFR.

## Palmarès
- Vainqueur du Championnat de France (6) : 1994, 1995, 1996, 1997, 1999, et 2001[21],[22]
- Vainqueur de la Coupe d'Europe (1) : 1996
- Vainqueur du Challenge Yves du Manoir (2) : 1993 et 1995
- Vainqueur de la Coupe Frantz-Reichel (2) : 1989 et 1990

## Décoration
Le 13 juillet 2023, Didier Lacroix est nommé au grade de chevalier dans l'ordre national de la Légion d'honneur au titre de « ancien joueur de rugby, président du directoire d'un club de rugby, vice-président d'une ligue de rugby ; 33 ans de services ». Il est fait chevalier de l'ordre le 7 mai 2024 par l'ancien ministre Didier Guillaume, membre du comité directeur de la Ligue nationale de rugby.

## Faits divers
Il défraye la chronique, en novembre 2010, après une violente altercation avec Elvis Tekassala, rugbyman du Blagnac Sporting Club rugby. Avec un bout de joue arraché sous l'œil gauche, il est opéré à deux reprises. Le 22 mars 2011, le procureur de la République requiert un an de prison avec sursis contre Elvis Tekassala.